# Todos están bien
Everybody's Fine (Todos están bien) es un remake de la película Stanno tutti bene (1990) de Giuseppe Tornatore. La cinta fue escrita y dirigida por Kirk Jones y protagonizada por Robert De Niro, Drew Barrymore y Kate Beckinsale. Fue estrenada el 4 de diciembre de 2009. La película cuenta con el sencillo «(I Want To) Come Home» («Yo quiero) volver a casa»), compuesto por el exintegrante de la banda británica The Beatles, Paul McCartney: el cantante interpretó la canción durante varias de sus funciones en su gira mundial realizada en 2010, Up and Coming Tour.

## Sinopsis
Frank Goode (Robert De Niro), un jubilado que ha enviudado recientemente, se prepara para recibir la visita de sus hijos. Como quiere impresionarlos, compra vino caro y una parrilla multifuncional. Sin embargo, tres de sus hijos lo llaman para cancelar a último minuto aduciendo diferentes problemas personales. Dolido por los rechazos, Frank quiere hacer un viaje por el país para visitar a cada uno de ellos, a pesar de las advertencias contra los viajes que hizo su médico debido a una enfermedad crónica. Conversa con su médico respecto al duelo; éste le recomienda estar tranquilo y dedicarse a su jardín, aspecto que aparentemente motiva más a Frank para viajar. Frank piensa que su esposa siempre se preocupó por sus hijos y que ahora, en su ausencia, es su rol. 
Inicialmente toma el tren hacia la ciudad de Nueva York. Empieza una conversación con una pasajera, donde explica el trabajo de su vida (cables de teléfono y electricidad cubiertos con PVC), que es con lo que mantuvo a su familia e hizo de sus hijos unas personas exitosas, según su percepción. En Nueva York se dirige al edificio donde vive su hijo David (Austin Lysy), el único que no lo llamó (su hija Amy le avisó por teléfono de que no iría). Frank toca insistentemente el timbre pero David parece no estar en casa. Decide salir a caminar y ve que junto al edificio hay una galería de arte, en donde ve una de las pinturas de David exhibidas. Se muestran imágenes de Frank comiendo en un restaurant donde sostiene una charla con un anciano, quien le dice que hace tiempo que no sabe nada de su familia, y que no entiende en qué momento se perdieron las confianzas en la gente. A la mañana siguiente, logra entrar al edificio gracias a una residente que le abre, pero al tocar la puerta del departamento de David nadie contesta. Finalmente deja una tarjeta bajo la puerta y deja la ciudad para ver a su hija Amy (Kate Beckinsale) en Chicago. 
Amy se había excusado de visitar a su padre debido a que su hijo Jack se encontraba enfermo. Sin embargo, cuando Frank llega a la casa, Jack le abre la puerta y se da cuenta de que no estaba enfermo. Amy lo recibe y sale a jugar golf con su nieto. A la hora de la cena llega el esposo de Amy, quien pareciera mantener una relación distante y hostil con Jack, al punto de tener una discusión muy desagradable en la mesa, lo cual hace sentir incómodo a Frank. A la mañana siguiente, pide que se saquen una foto y vuelve a haber tensión entre padre e hijo. Frank acompaña a Amy a su oficina donde trabaja como publicista para abordar unas tareas del trabajo. Luego, ella lo lleva a la estación de tren para que pueda ir a visitar a su hijo Robert (Sam Rockwell) en Denver. Mientras espera, llega un compañero de trabajo de Amy quien se presenta ante Frank y los acompaña un momento. Antes de despedirse, Frank le entrega un sobre, pidiendo que lo abra después de irse.
Frank llega a Denver esperando ver a Robert dirigir la orquesta de la ciudad, que era la información que manejaba. Se saca fotos junto a carteles, mostrando orgullosamente la posición del director. No obstante, Frank descubre que Robert es "sólo" el percusionista. Frank y Robert sostienen una discusión respecto a esto, ya que él desearía que fuera algo mejor, pero Robert le dice que ya pasó su momento y que es feliz así. Finalmente Frank acepta, pero no convencido. Robert también le comenta que su visita es en mal momento ya que la orquesta viajará a Europa al día siguiente, cosa que es mentira porque tiene los días libres. Así que en cuestión de horas, Frank se despide de su hijo y deja una carta sobre uno de los instrumentos de percusión. Ahora se prepara para tomar un autobús a Las Vegas y visitar a su hija Rosie (Drew Barrymore). Frank insiste en que cada visita sea una sorpresa, pero Robert llama a Rosie para advertirle de su llegada.
Debido a los cambios de hora entre ciudades Frank se confunde y pierde su autobús, por lo que un guardia le sugiere consultar en una estación de camiones para que lo lleven a una estación de tren nocturno a medio camino en Reno. Viaja con una chofer, quien también es viuda desde hace un año. Cuando llega a la estación de tren, de camino por un pasillo ve a un joven recostado en el suelo. Frank se preocupa y le ofrece dinero. El joven se muestra inquieto y confuso, toma el dinero y se aleja. Él sospecha que debe ser un drogadicto, pero de todas formas le indica que ha sido grosero al no agradecer su gesto. Por esto, el joven se ofusca y trata de robarle dinero a Frank, pero Frank no se lo permite. Sin embargo, salta su frasco de píldoras al suelo, el joven lo pisa en represalia y escapa. Frank, preocupado, recupera algunos restos de las pastillas trituradas y los guarda en su bolsillo. Más tarde, llama a su médico para obtener una nueva receta argumentando que se le cayó el frasco en el lavabo, (no le dice al médico que está viajando). Si bien el médico accede a dar una nueva receta, dice que la dejará con su secretaria, cosa que a Frank no le sirve en ese momento. Deberá aguantar con los restos triturados en su bolsillo.
Rosie lo esperaba en la estación de buses pero debido a que lo perdió no lo ve, por lo que habla con Robert porque está preocupada. Frank se pone en contacto con Rosie y acuerdan un lugar para reunirse. Ella lo esperaba con una limusina y le dice que estaba en un gran espectáculo que había terminado la semana anterior. Lo lleva a su departamento, el cual es muy espacioso y elegante. Le muestra su habitación y tocan el timbre: es su amiga Jilly (Katherine Moennig), la cual llega con un bebé y le pide cuidarlo mientras va a buscar a su novio. Rosie tenía planes para salir, pero ambos deciden quedarse un par de horas mientras Jilly regresa. Lamentablemente, Jilly llama para avisar que tendría que ir a buscar a su novio y que no volvería hasta el día siguiente. Mientras Rosie baña al bebé, se ve a Frank tomar su última dosis de pastillas trituradas. También escucha un mensaje telefónico donde descubre que el departamento, en verdad, pertenece a un amigo de Rosie quien se lo prestó. Durante la cena, Frank le pregunta por qué a ella ni a sus hermanos les gusta hablar con él, recriminando que cada vez que llamaban preguntaban inmediatamente por su mamá. Ella le dice "mamá era buena para escuchar, tú eras bueno para hablar". Le dice también que siempre se sintieron presionados y que él siempre quería que todo fuese perfecto, así que no quisieron nunca complicarlo mucho. Él contraargumenta que no era así, que era sólo parte del cariño paterno para que estuvieran bien. Él no se siente cómodo y la sensación de que todos sus hijos le están mintiendo crece.
A pesar de que a Frank no le gusta viajar en avión, decide hacerlo (principalmente por su necesidad de medicamentos). Rosie lo acompaña al aeropuerto y él le entrega su sobre correspondiente. En el vuelo de regreso a casa observa por la ventana una tormenta cercana y empieza a agitarse. Pide un vaso de agua y se dirige al baño del avión para mojarse la cara, pero en ese momento entran en turbulencia y comienza a sentirse mal. La azafata lo ayuda dentro del baño pero él comienza a caer inconsciente y entra en un sueño donde está sentado en su patio junto a sus hijos como niños en la mesa de pícnic. Mientras comen, y a pesar de que sus hijos son niños, Frank comienza a discutir y cuestionar sus problemas de adulto. Frank cuestiona a Amy sobre su quiebre marital (él la ha dejado por otra mujer y por eso Jack es hostil). Le comenta sobre el compañero de trabajo que vieron en la estación de tren, persona con la que ella está saliendo. Se revela también que el supuesto bebé de Jilly es, en realidad, hijo de Rosie y que en verdad no tiene tanto éxito como bailarina (cosa que su madre sabía, pero que nunca mencionó a Frank). Frank habla con David, pidiendo que le diga por qué dejó el departamento y dónde está pero éste le dice que no puede decirle nada y empieza a sonreír, cosa que hace enojar a Frank. Frank ya entiende que se le ocultaron siempre cosas a su alrededor. Mientras Frank pensó que estaba animando a sus hijos, ellos pensaban que les estaba presionando y que estaría decepcionado en la forma en que sus vidas realmente resultaron. Comienza a llover y los niños entran, Rosie niña le dice que mantenga el secreto, ya que "si quiere a alguien debe decirle lo que quiere oír" para no dañar. En la siguiente escena Frank se despierta en el hospital y junto a él está Amy. Ella va a buscar a Robert y Rosie. Frank les dice que le alegra estar con todos ahí y pregunta por David. Los hijos evitan esa respuesta, principalmente por el estado de salud de Frank, que ha sufrido un infarto. Él sabe que algo anda mal con David y exige que le digan lo que está pasando. Con angustia, finalmente Robert le revela que David murió en extrañas circunstancias en México, seguramente porque quedó muy afectado después de la muerte de su madre. Es un momento triste, donde Frank niega la noticia y dice que quizás hay un error, pero Amy confirma lo que Robert dijo ya que ella fue a México y pudo saber que hubo sobredosis de drogas. Frank llora desconsoladamente. Durante la noche, Frank tiene una visión acerca de un David niño junto a su cama. David le pide disculpas por decepcionarlo pero Frank responde que siempre estará orgulloso, sea lo que sea que haga. Finalmente, David se despide y Frank le pide disculpas, a lo que éste le dice que no fue su culpa. Frank despierta y llama a David en medio de una imagen de soledad. A continuación, Frank visita la tumba de su esposa y habla con ella. Él le dice todo acerca de los hijos, de sus descubrimientos y de sus reflexiones, de cómo las cosas están resultando pero que, a final de cuentas, todos ellos lo están haciendo muy bien. Le cuenta que pasará Navidad con Robert y Rosie, esperando que ella pase la Navidad junto a David.
Frank vuelve a la Galería de Arte donde vio el cuadro de David con intención de comprarlo, pero este ya había sido vendido. La recepcionista le dice que deje sus datos para avisarle cuando llegue algo de David. Después de salir, ella sale a detenerlo y le pide disculpas por no entender el lazo familiar. Le cuenta que él era muy talentoso y que siempre le dijo que gracias a su padre "él había sido artista y no pintor, porque los pintores pintan paredes que después orinan los perros" (frase que resuena varias veces en la película, como una charla entre padre e hijo años atrás). Ella le ofrece otra pintura de David que ella recuerda en el almacén, la cual muestra un paisaje en blanco y negro pero con postes y cables cubiertos de PVC, como si fuera un reconocimiento a los esfuerzos de su papá en su trabajo. La última escena muestra a toda la familia en Navidad: Frank y Robert poniendo las luces, Rosie mira desde la acera y le lanza bolas de nieve a Robert. Frank entra a revisar el pavo (que él había prometido cocinar) mientras Amy prepara ensaladas. Hay un momento en que están decorando el árbol. Robert pone una vela frente a fotos de David y su mamá. También se revela que Rosie y Jilly son pareja y que están criando al bebé juntas. También está el compañero de trabajo de Amy, junto a Jack. La película termina con Frank entrando en el comedor y sentándose junto a su familia a la mesa, con la pintura de David colgada en la pared.
Finalmente, cabe señalar dos cosas: 1) durante cada desplazamiento de Frank se escuchan conversaciones telefónicas entre los hermanos respecto al estado de David, quien está en algún tipo de aprieto en México que aún no conocen bien. Amy queda de viajar para averiguar más, mientras que los otros dos hermanos se comprometen a no decirle a su padre acerca de David hasta tener más información. Para evitar decirle, toman decisiones como argumentar limitaciones de tiempo; 2) cada vez que se encuentra con sus hijos, Frank los visualiza como niños menores de 10 años, en reminiscencia nostálgica de su pasado y demostrando que aún mantiene ese interés por controlar la vida de sus hijos.

## Reparto
- Robert De Niro como Frank.
- Drew Barrymore como Rosie.
- Kate Beckinsale como Amy.
- Sam Rockwell como Robert.
- Katherine Moennig como Jilly.
- Melissa Leo como Colleen.
- Lucian Maisel como Jack.

## Recepción
Everybody's Fine contó con un presupuesto de 21 millones de dólares y ha recibido críticas mixtas.
Algunos críticos la han descrito como «sombría, muy depresiva, y totalmente deprimente». Pero también han añadido que «la actuación de De Niro es intensa y conmovedora como siempre».[cita requerida]
Lo más elogiado de la cinta ha sido la interpretación de De Niro, con algunos críticos habiendo declarado que su actuación tiene una «intensidad y presencia que brilla, incluso cuando no está interpretando a un personaje estilo Travis Bickle/Jake La Motta».

## Premios

### Premios Globo de Oro
| Año  | Categoría     | Persona        | Resultado |
| ---- | ------------- | -------------- | --------- |
| 2009 | Mejor Canción | Paul McCartney | Candidato |

### Premios Hollywood
| Año  | Categoría   | Persona        | Resultado |
| ---- | ----------- | -------------- | --------- |
| 2009 | Mejor actor | Robert De Niro | Ganador   |